# Městská knihovna Tábor
Městská knihovna Tábor je veřejná univerzální knihovna, kterou zřizuje město Tábor. Předmětem činnosti je poskytování veřejných knihovnických a informačních služeb. Aktuálně sídlí na dočasné adrese Žižkovo náměstí 10, zatímco budova v Jiráskově ulici 1775 prochází rekonstrukcí (2024 -2026).

## Historie knihovny v datech
- 1831 V Táboře působil pouze německý čtenářský spolek "Taborer Leseverein"[2], který neměl jedinou českou knihu.
- 1866 Jsou doloženy zprávy o čtenářském spolku Občansko-čtenářská beseda.
- 1896 Dne 15.4.1896 projednává obecní zastupitelstvo žádost místního odboru Národní jednoty Pošumavské na zřízení obecní knihovny.
- 1897 Vznik knihovny. Knihovníkem se stává městský oficiál Antonín Zeis. Prvním půjčovním dnem knihovny byl 19. prosinec, do konce roku bylo půjčeno 29 knih.[3]
- 1906 Je dochován tištěný seznam knih městské veřejné knihovny táborské, který nákladem knihovní rady vydala tiskárna Petra Franka.
- 1910 Rostoucí počet svazků ve fondu nutí knihovní komisi hledat lepší umístění. V srpnu se knihovna stěhuje z náměstí do obecního domu v Převrátilské ulici 315, do místností po zimní hospodářské škole. V první místnosti se nachází vlastní knihovna, druhá slouží jako čekárna. Současně je zavedeno elektrické osvětlení.
- 1921 Knihovna se stěhuje do větších prostor na náměstí, do domu číslo 3 vedle radnice. Dvě místnosti slouží knihovně, další tři místnosti čítárně.
- 1923 K městské knihovně je připojena obecní knihovna legionářská.
- 1946 Knihovna se v prosinci stěhuje do 1. patra budovy Domu osvěty v Jiráskově ulici číslo 1775, kde sídlí doposud. Prvně se zde půjčuje 16. prosince.
- 1950 Knihovna je umístěna v jediné místnosti, nemá volný výběr. Ředitelem je Dr. František Kroupa.
- 1951 Na základě směrnice Ministerstva informací a osvěty vzniká v červnu spojením Městské knihovny a Státní doplňovací knihovny Okresní lidová knihovna (OLK).
- 1952 Je zaveden obálkový výpůjční systém.
- 1953 K dispozici je jmenný katalog, za pomoci studentů středních škol se buduje katalog názvový. Je budován katalog jmenný, názvový, hudebnin, gramodesek a divadelní. Připravuje se katalog tematický (budoucí systematický).
- 1960 V závěru roku je zavedeno desetinné třídění, podle kterého se ústředně zpracovávají katalogizační lístky.
- 1961 V souladu s novým zákonem plní OLK funkci městské knihovny a současně funkci střediska metodické, bibliografické, informační a meziknihovní služby pro všechny knihovny jednotné soustavy. Utváří se samostatné metodické oddělení.
- 1965. Knihovna se stává příspěvkovou organizací.
- 1969 V květnu odchází do důchodu dosavadní ředitel Antonín Rejlek. Novou ředitelkou se stává pracovnice knihovny Blanka Fischerová (Sýkorová). Profesionalizuje se knihovna Malšice.
- 1970 Jsou zahájeny práce na budování střediska Tábor. Je podán návrh na stavbu samostatné budovy pro knihovnu. Systematicky je budován bibliograficko - informační aparát, tematické kartotéky.
- 1972 1.1.1972 jsou k Táboru přičleněny k OK jako pobočky MLK v obcích, které se stávají součástí města - Klokoty, Náchod, Měšice, Smyslov, Záluží, Zárybničná Lhota, Svrabov - pobočka Klokoty je zrušena a připravuje se otevření nové pobočky na Pražském sídlišti.
- 1973 OK přebírá od MěNV do své péče pobočky po stránce materiální i personální. Otevírá se pobočka na Pražském sídlišti. Zpřesňuje se evidence výpůjček novin a časopisů. Budují se katalogy: jmenný, názvový, systematický, předmětový, pro gramodesky a hudebniny: jmenný, názvový, tematický, dále regionální katalogy.
- 1980 Odd. hudebnin a časopisů zavádí novou službu - půjčování zvukových knih zrakově postiženým.
- 1982 Knihovna přechází z organizace příspěvkové na rozpočtovou.
- 1985 Je dokončena úprava a reorganizace hudebního oddělení.
- 1986 V přízemí je v místnosti po zrušené kanceláři kina otevřená čítárna denního tisku.
- 1990 Provádí se aktualizace fondu, končí používání Tropovského úpravy MDT a přechází se na Mezinárodní desetinné třídění. Prostory ve 3. patře se adaptují, vzniká nové společenskovědní oddělení a studovna. Je zakoupena první kopírka a elektrické psací stroje.
- 1991 Začíná nová etapa ve vývoji knihovny. V květnu je zrušeno kino OKO a probíhají jednání o dalším využití prostor. Okresní úřad jako zřizovatel knihovny dává souhlas k přestavbě kina pro knihovnu. Je zavedena počítačová síť (do konce roku 6 PC) a připraven záznam na vkládání údajů o knihovním fondu - vzniká automatizovaný knihovní systém LANius. Je otevřeno nové společenskovědní oddělení. V hudebním oddělení se začínají půjčovat kompaktní disky. Je obnovena činnost pobočky Měšice.
- 1992 Knihovní systém LANius je zaveden do každodenního provozu knihovny. Začíná retrospektivní zpracování fondu s knihou v ruce i zpracování nových přírůstků na počítači. Na podzim je v oddělení pro dospělé zpřístupněn čtenářům první on-line katalog. Připravuje se rekonstrukce bývalého kina. OK doplňuje další vybavení výpočetní technikou, tiskárnami apod., je zakoupen první CD-ROM - právní systém JURIX a čtecí jednotka pro tento nosič.
- 1993 Od 1. ledna probíhá přestavba bývalého kina OKO pro knihovnu. 18. listopadu je slavnostně otevřeno nové oddělení pro dospělé čtenáře se studovnou, provoz v něm je plně automatizován včetně výpůjčního protokolu. OK se stává kolektivním členem obnovené profesní organizace SKIP - Svaz knihovníků a informačních pracovníků.
- 1994 Pokračuje automatizace dalších agend knihovny v rámci systému LANius. Čtenáři v oddělení pro dospělé mají v klasické lístkové formě k dispozici katalog názvový a tematický, jmenný katalog slouží jako generální a je pouze služební. Vzniká nová pobočka na Sídlišti nad Lužnicí.
- 1996 Končí ukládání výměnného fondu do počítače a je zahájena evidence výměnných souborů v systému LANius. Souborný katalog naučné literatury knihoven, používajících systém LANius (SKAT), je zpřístupněn čtenářům. OK se stává zakládajícím členem Sdružení uživatelů systému LANius.
- 1997 OK je jedním ze zakládajících členů Asociace knihoven ČR. Knihovna získává grant Ministerstva kultury ČR na připojení k síti Internet.
- 1998 Končí budování všech klasických lístkových katalogů pro čtenáře v oddělení pro děti a pro dospělé. Nadále se buduje v lístkové formě pouze generální katalog jmenný jako katalog služební. Knihovní fond se začíná zpracovávat podle anglo-amerických katalogizačních pravidel (AACR2). Knihovna se zapojuje do sdílené katalogizace v systému LANius.
- 2002 13. srpna přechází knihovna na nový knihovní systém Clavius. Pobočky na Sídlišti nad Lužnicí a na Pražském sídlišti zahajují plný automatizovaný provoz.
- 2003 Po zrušení okresních úřadů mění knihovna od 1. ledna 2003 zřizovatele (tím se stává Město Tábor) i název na Městská knihovna Tábor. V dětském oddělení je zpřístupněn Internet.
- 2006 Pobočky Pražské sídliště a Sídliště nad Lužnicí přecházejí na knihovní systém Clavius a jsou propojeny sítí s ústřední budovou.
- 2008 Knihovna zveřejňuje nové webové stránky, poskytující více informací a rozšířenou nabídkou on-line služeb.
- 2009 Po uzavření smlouvy s Knihovnou a tiskárnou pro nevidové K. J. Macana v Praze zahajuje nová služba v hudebním oddělení - půjčování zvukových knih handicapovaným.
- 2010 Zásadní změnou pro knihovníky i čtenáře je on-line katalog nové generace – Carmen.
- 2011 Spolupráce s G- centrem,[4] zahájení půjčování čteček elektronických knih.[5]
- 2012 Oslavy 150 let vzniku knihovny. Novou ředitelkou se stává Mgr. Eva Měřínská.[6] K 1.3.2012 ukončeno budování generálního lístkového systému. Celý systém evidence pokryt a kontrolován automaticky knihovním systémem Clavius. Celá budova pokryta signálem Wi-Fi pro připojení k internetu.
- 2013 Oživen prostor hudebního oddělení, přesun sci-fi a fantasy, komiksů na toto oddělení, Bibliobox - nová služba pro vracení knih.
- 2014 Zavedení půjčování elektronických knih, zprovoznění mobilní knihovny.
- 2015 Půjčování filmů na DVD, umístění tzv. knihobudek.
- 2016 Oprava 3. patra knihovny (hudební oddělení), zavedení tzv. parkovací karty, ukončena činnost dvou neautomatizovaných poboček Měšice a Zárybniční Lhota.
- 2017 Knihovna oslavila 120 let své působnosti. Zahájila spolupráci s nemocnicí, uvedla projekt VU3V (Virtuální univerzita třetího věku).
- 2019 Otevření pobočky na Sídlišti nad Lužnicí po rekonstrukci.[7][8] Zahájení oprav přízemí hlavní budovy v Jiráskově ulici.[9]
- 2024 Knihovna se stěhuje z Jiráskovy ulice na své dočasné působiště - do budovy bývalé pošty na adrese Žižkovo náměstí 10. Rekonstrukce budovy v Jiráskově ulici by měla proběhnout do konce roku 2025, poté se knihovna bude stěhovat zpět.10

## Knihovní řád z roku 1897
- Knihy půjčují se v místnosti od rady městské určené.
- Právo vypůjčovati si knihy mají osoby obojího pohlaví od 14. roku počínajíc, když jim kdo hodnověrný podepíše lístek, jímžto se o knihu přihlásiti lze.
- Lístky takové vydává knihovník. Na každém ona hodnověrná osoba potvrzuje, že zná vypůjčujícího a že mu knihu půjčiti možno; od toho upustiti lze v případech, je-li osoba vypůjčujícího knihovníkovi známa jako spolehlivá osoba.
- Knihovník půjčí každému pouze knihu jedinou. Dobu, kdy se knihy půjčují, určí a vyhlásí knihovní komise.
- Kniha vypůjčená budiž nejdéle do 14 dnů odvedena.
- Dokud kniha neodvedena, knihovník jiné nepůjčí.
- Škodu popřípadě na knize způsobenou neb její ztrátu nahraditi povinen jest vypůjčovatel. Kdo náhrady nedá, pozbývá práva knihy si nadále vypůjčovati; toho práva pozbývá i ten, kdo bez vážné omluvy knihu do 14 dnů neodvedl.
- Za knihy odpovídá knihovník komisi knihovní.
- Od půjčené knihy platí se jeden krejcar, jež vybírá a vyúčtuje knihovník.
- Žádosti a stížnosti knihovny se týkající vyřizuje knihovní komise obecním zastupitelstvem zřízená.
- Usnesením knihovní komise z 21. dubna 1898. ustanoven poplatek od půjčení časopisů ilustrovaných na 20 haléřů, při čemž ponecháno knihovníkovi časopisy ty zapůjčiti pouze čtenářům spolehlivým, aby ze svévole nebyly kaženy.[10][11]

## Oddělení knihovny
- Knihovna pro dospělé[12]
- Knihovna pro děti a mládež[13]
- Regionální oddělení[14]
- Oddělení doplňování a zpracování knihovních fondů
- Hudební oddělení[15]

- Hvězdárna v knihovně[16]

## Služby knihovny
- Půjčování knih a časopisů prezenční i absenční formou
- Bibliobox[17]
- e-čtení
- Kniha do vlaku
- Kopírování a zpracování rešerší
- Meziknihovní výpůjční služba
- Pétanque
- Připojení k Internetu
- Půjčování deskových her
- Senioři v knihovně
- S knížkou do života
- Skupinová (rodinná průkazka)
- VU3V (Virtuální univerzita třetího věku)
- Lekotéka
- Bookstart[18]
- Miniknihovny[19]
- Donášková služba[20]

### Kulturní akce
- Akce pro školy (např. Noc s Andersenem)[21]
- Besedy nejen o hudbě s Karlem Denišem
- Besedy se spisovateli (např. Spisovatelé do knihoven)[22]
- Noc literatury[23]
- Pasování čtenářů[24]
- Tabook[25]
- Univerzita třetího věku,[26] školení a kurzy
- Vesmírný Tábor[27]
- Genealogické přednášky[28]
- Spolupráce se sdružením Kočka v srdci[29]
- Letní příměstský tábor
- Čtenářský klub[30]
- Mozková posilovna[31]

## Pobočky
- Pražské Sídliště, Sídliště Nad Lužnicí - pobočky používající automatizovaný knihovní systém Koha
- Čekanice, Náchod - pobočky neautomatizované

## Galerie

Městská knihovna Tábor
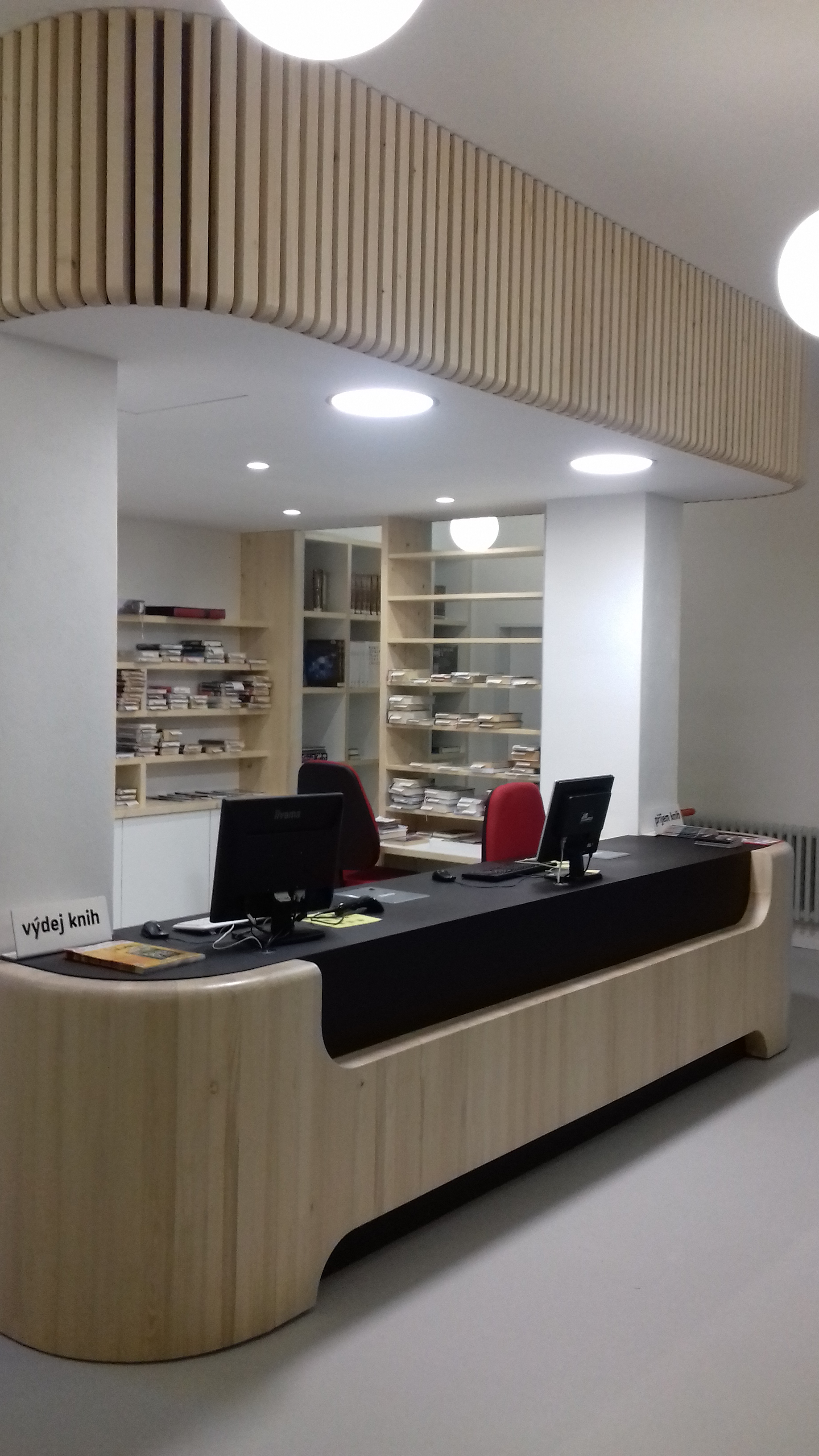
Nový výpůjční pult,vstupní hala
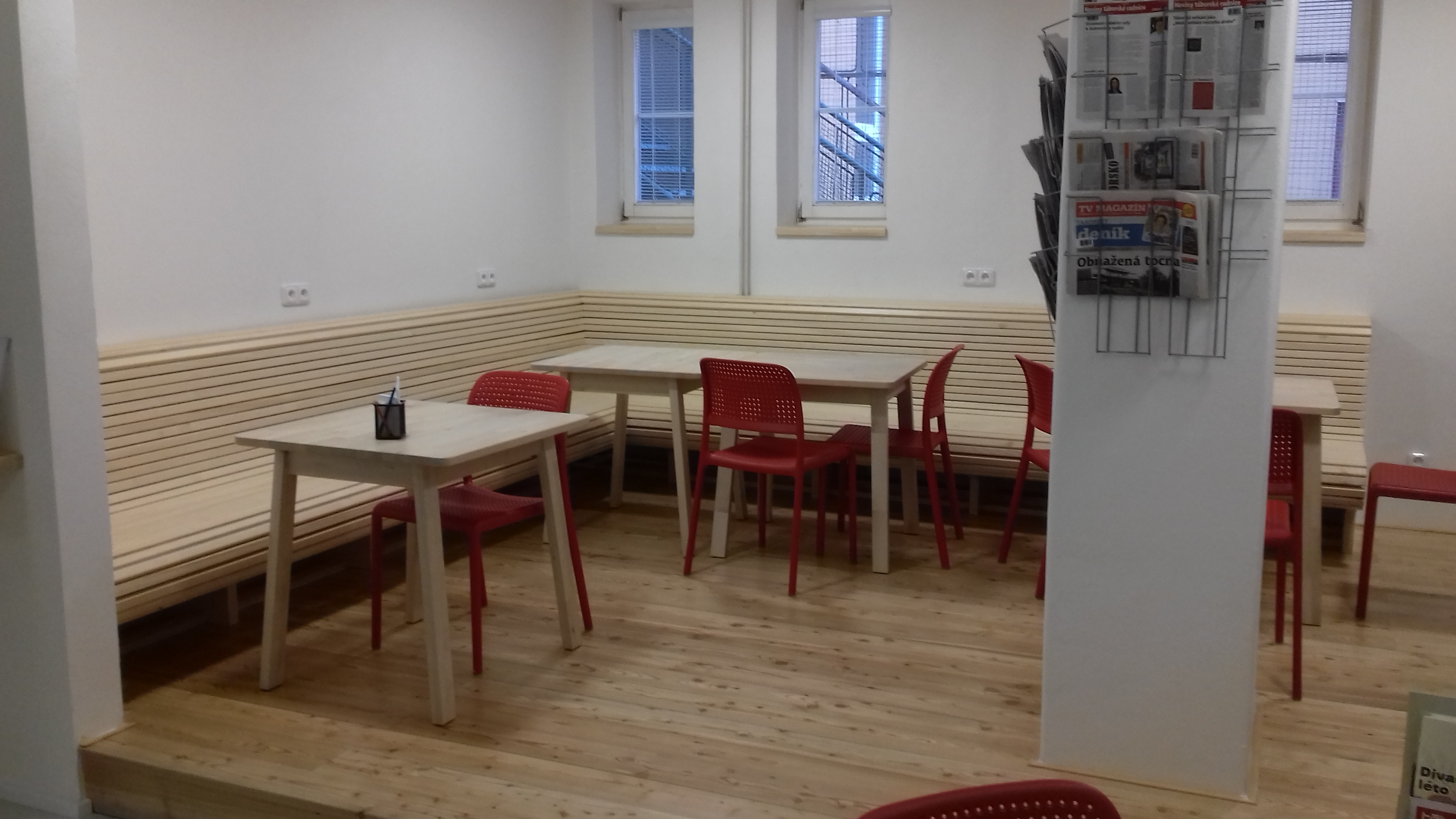
Prostory pro čtenáře,nová vstupní hala
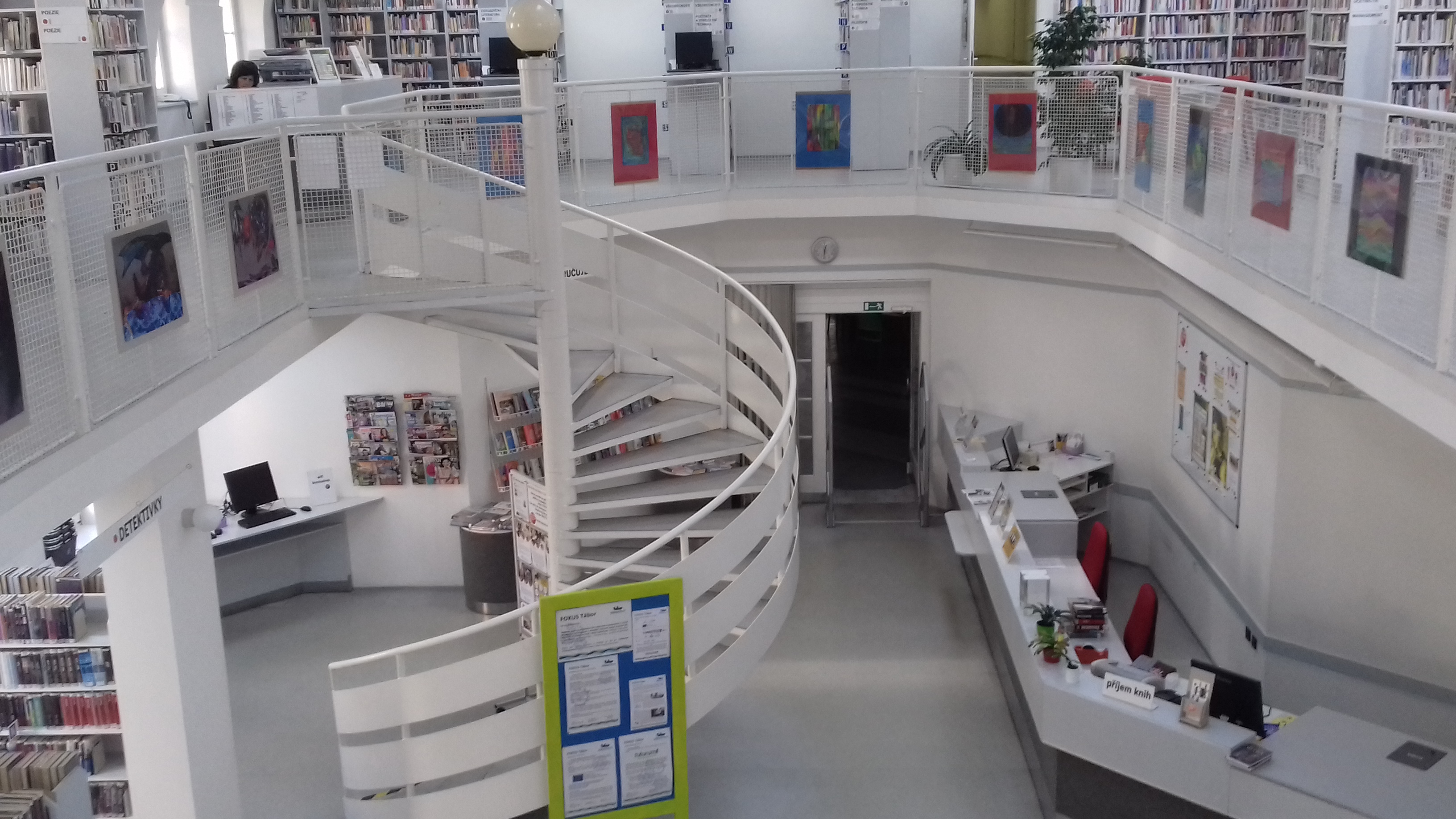
Oddělení pro dospělé
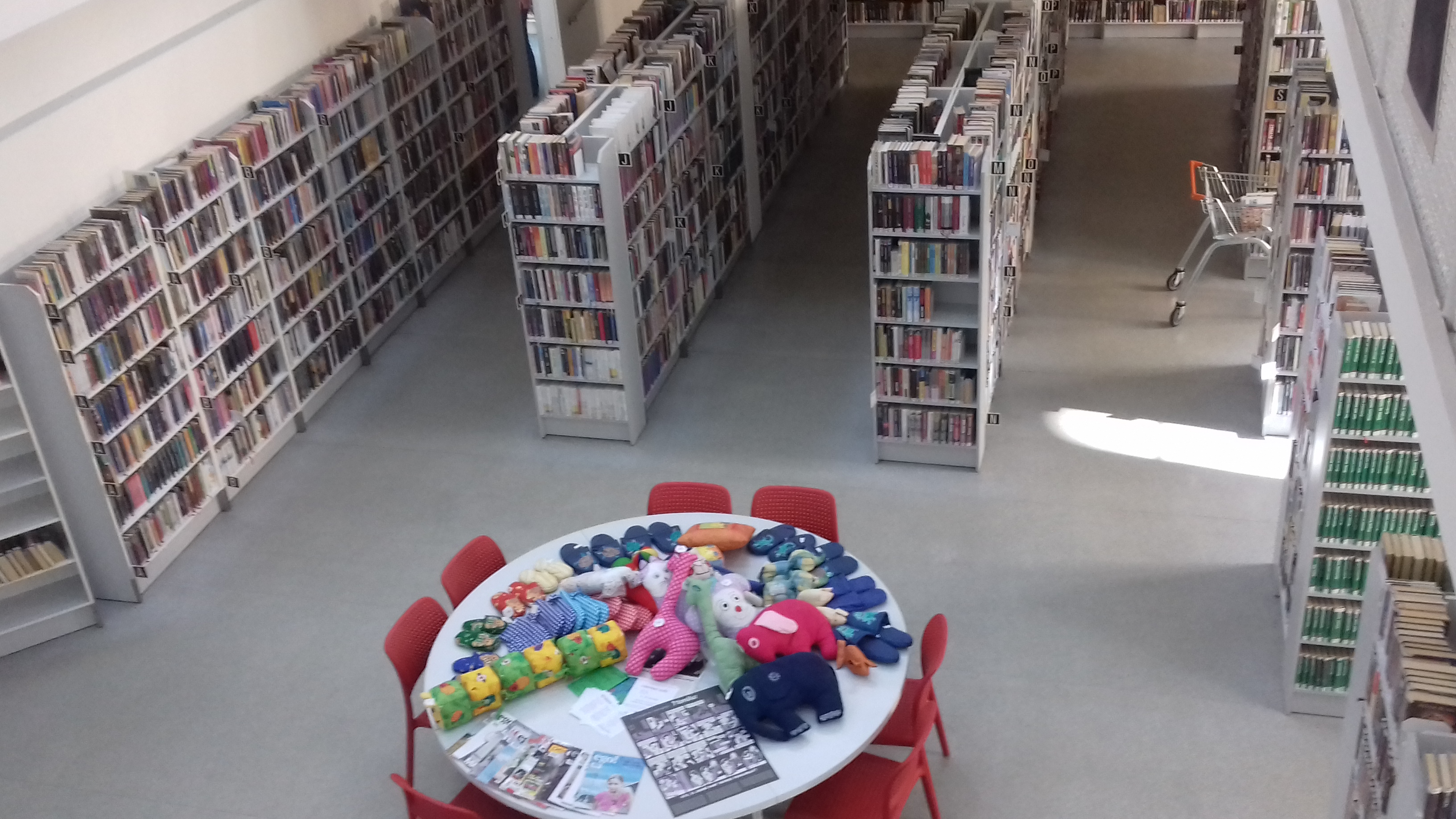
Oddělení pro dospělé-beletrie
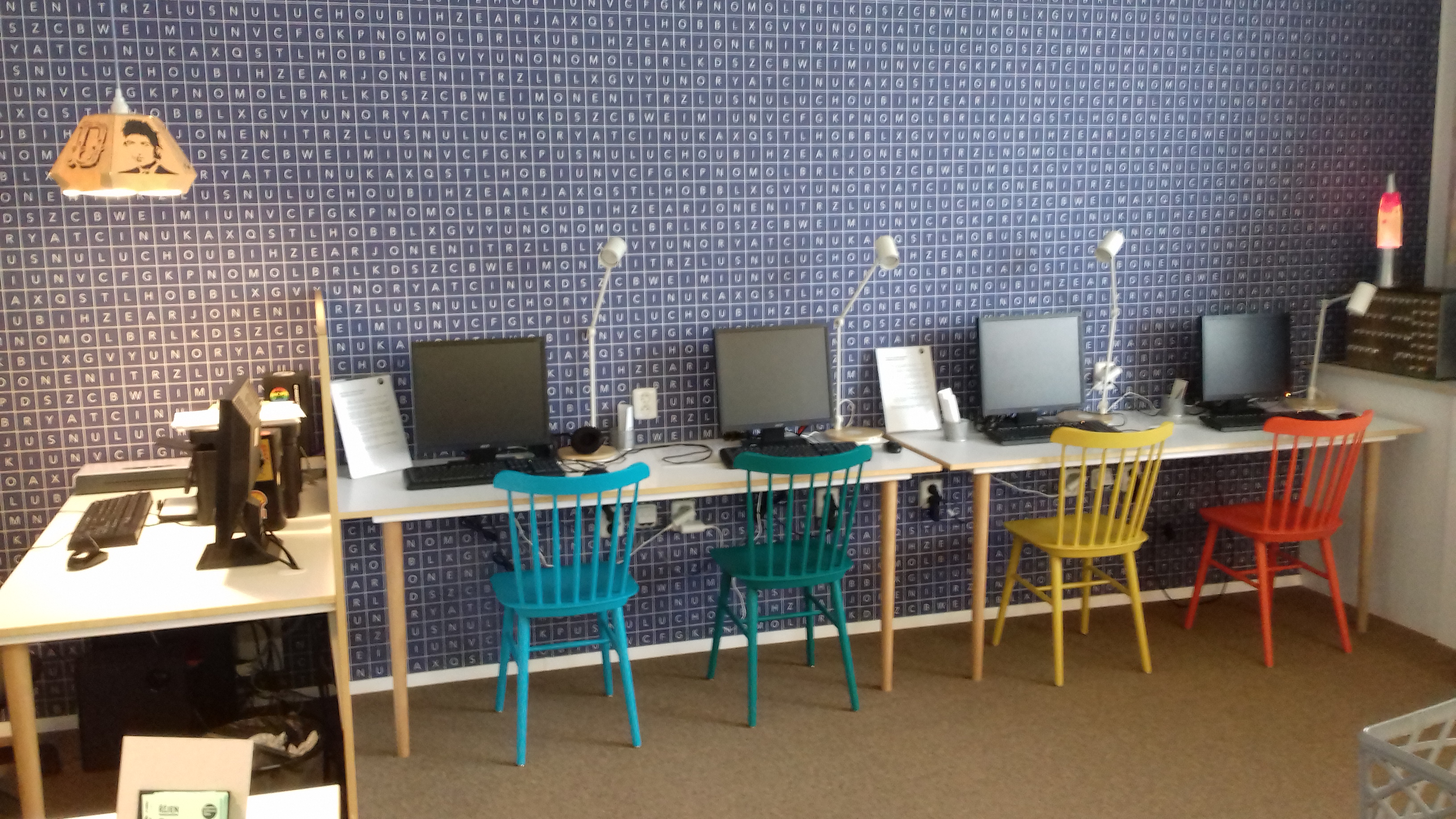
Hudební oddělení
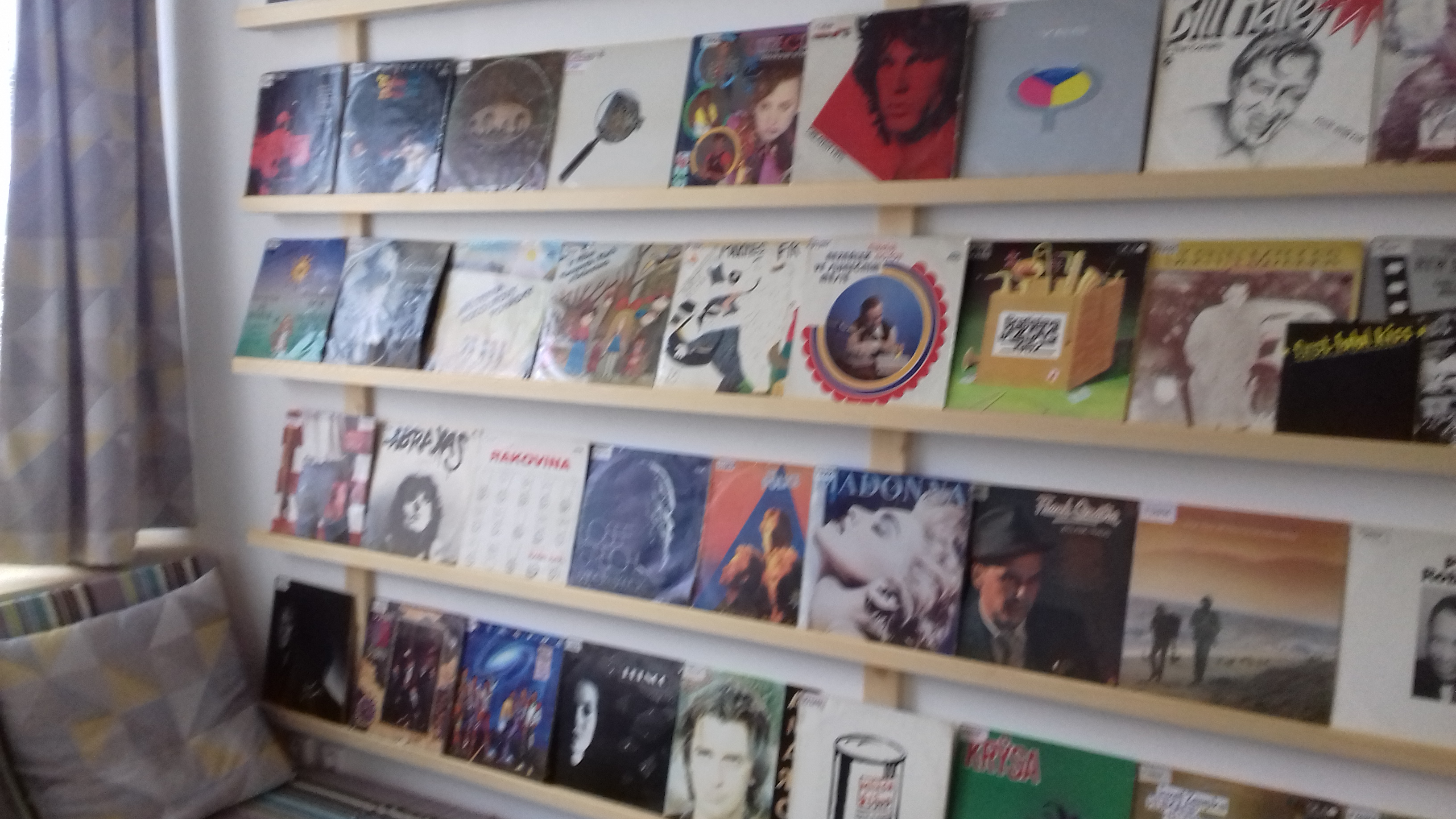
Hudební oddělení gramodesky
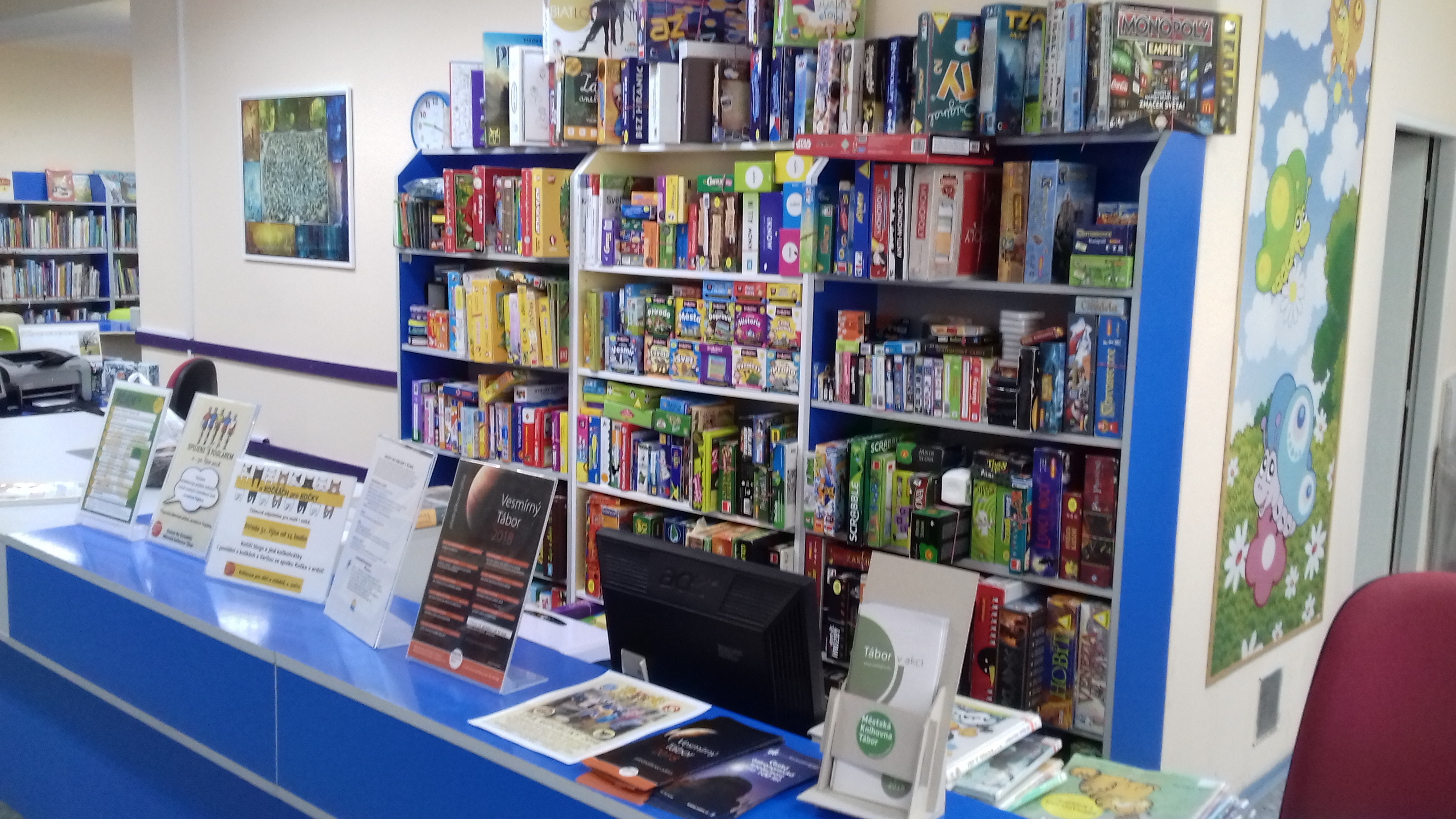
Dětské oddělení / 1
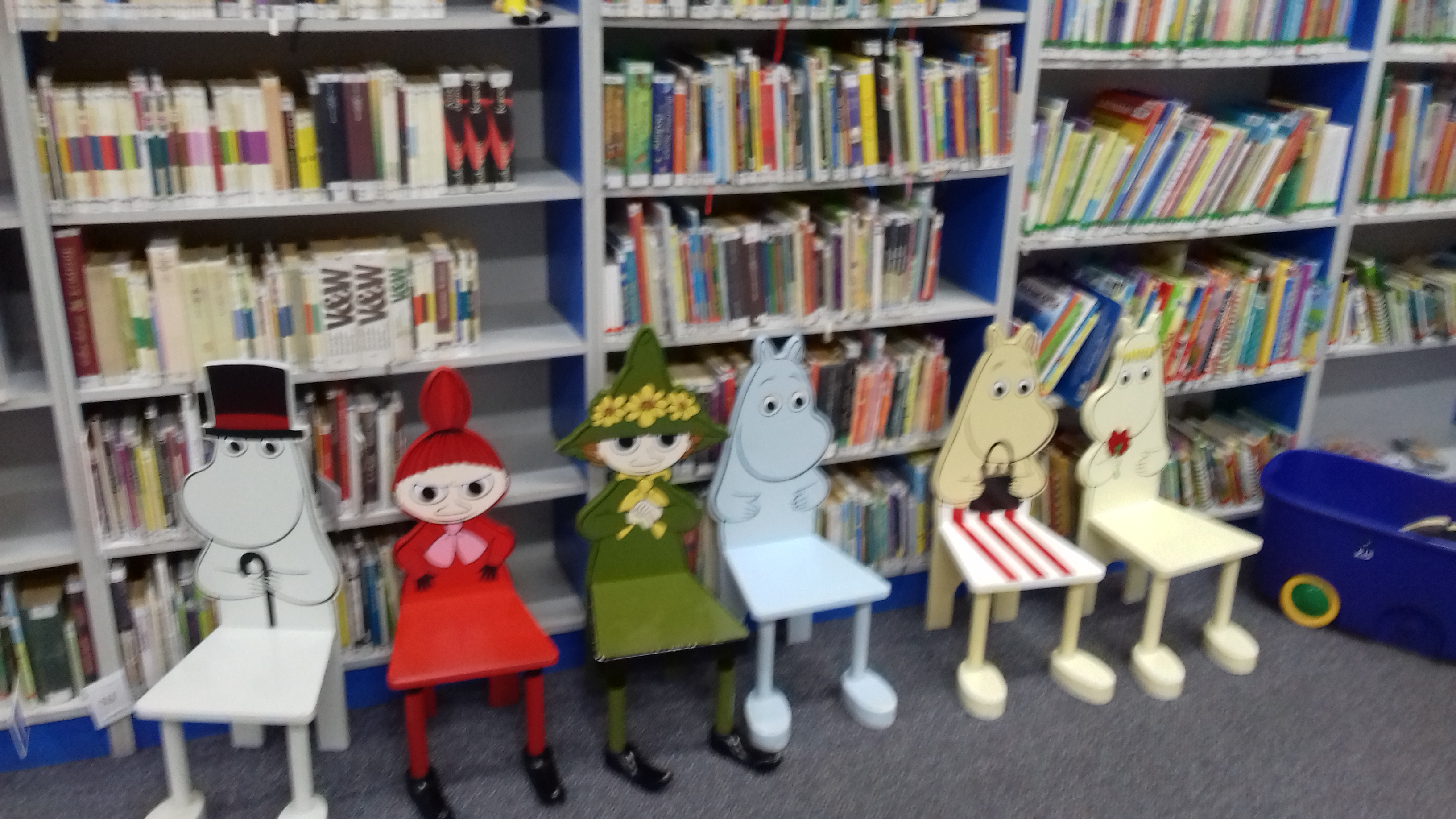
Dětské oddělení / 2
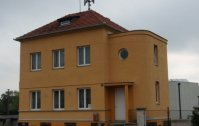
Náchodské sídliště pobočka
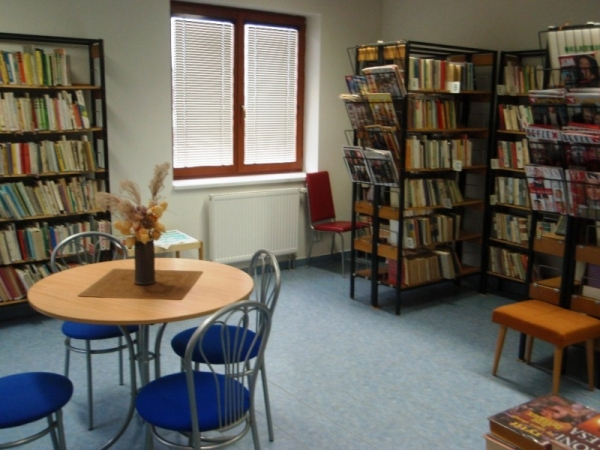
Čekanice pobočka
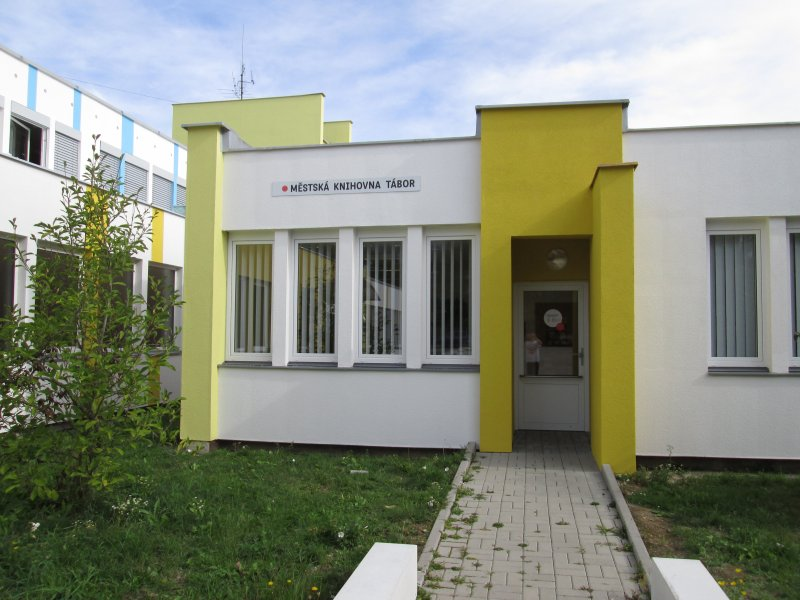
Pražské sídliště pobočka
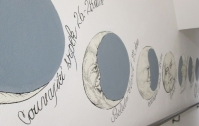
Měsíc - malba na zdi hvězdárna
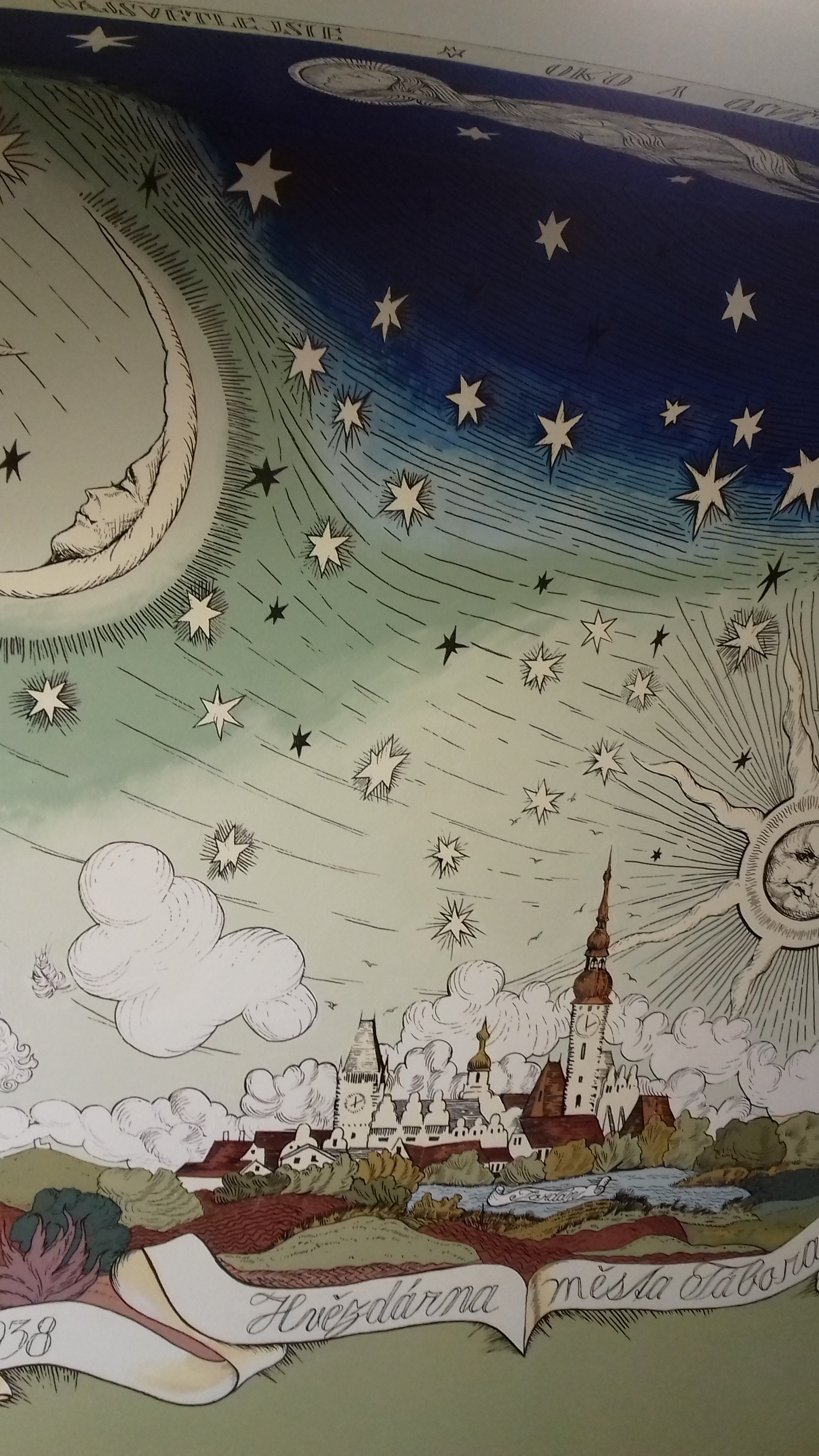
Tábor - malba na zdi hvězdárna
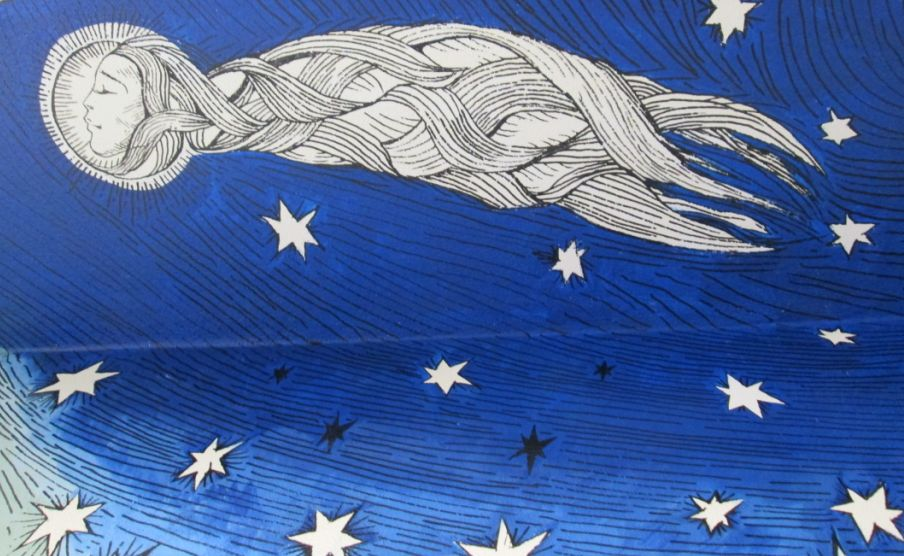
Kometa - malba na zdi hvězdárna
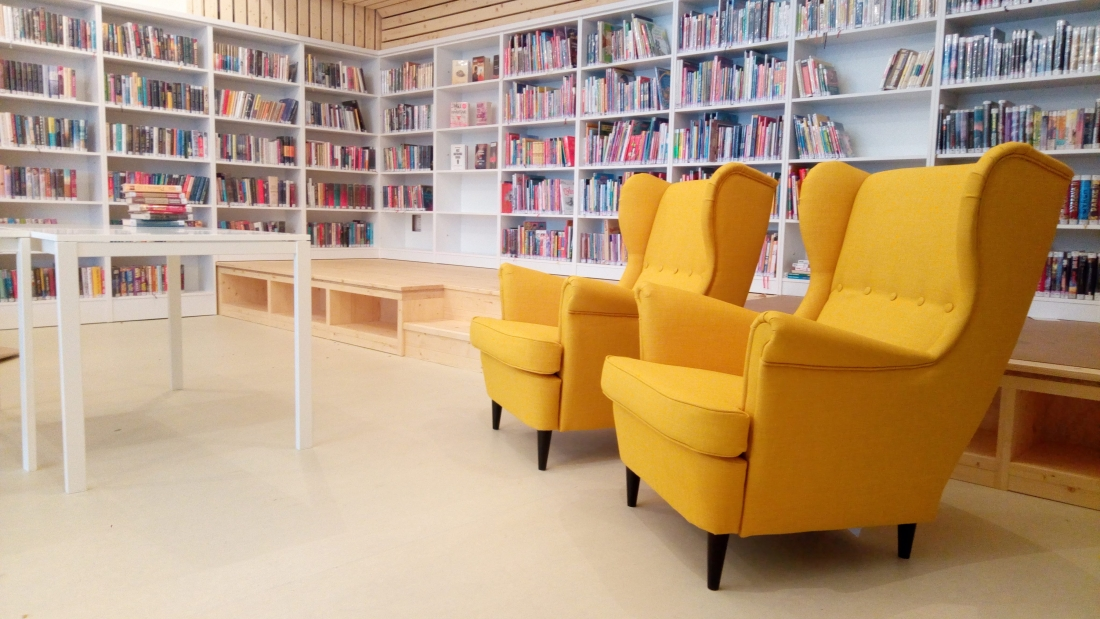
Sezimovo Ústí pobočka / 1
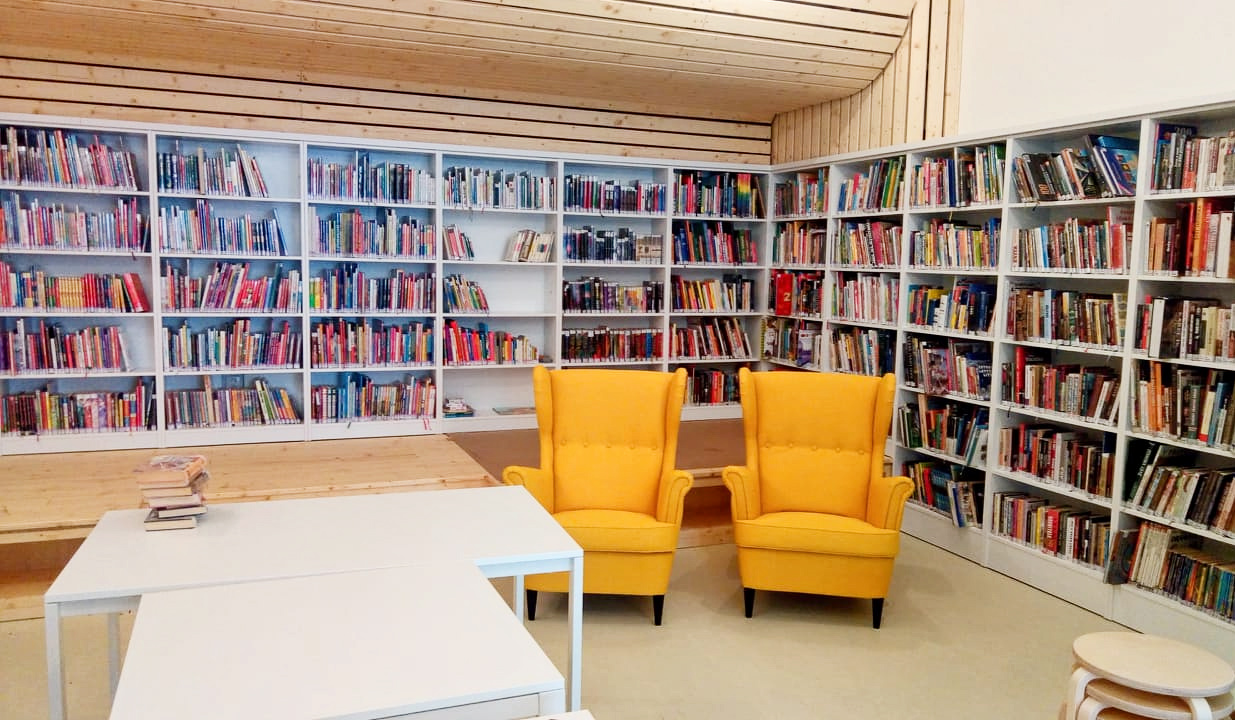
Sezimovo Ústí pobočka / 2
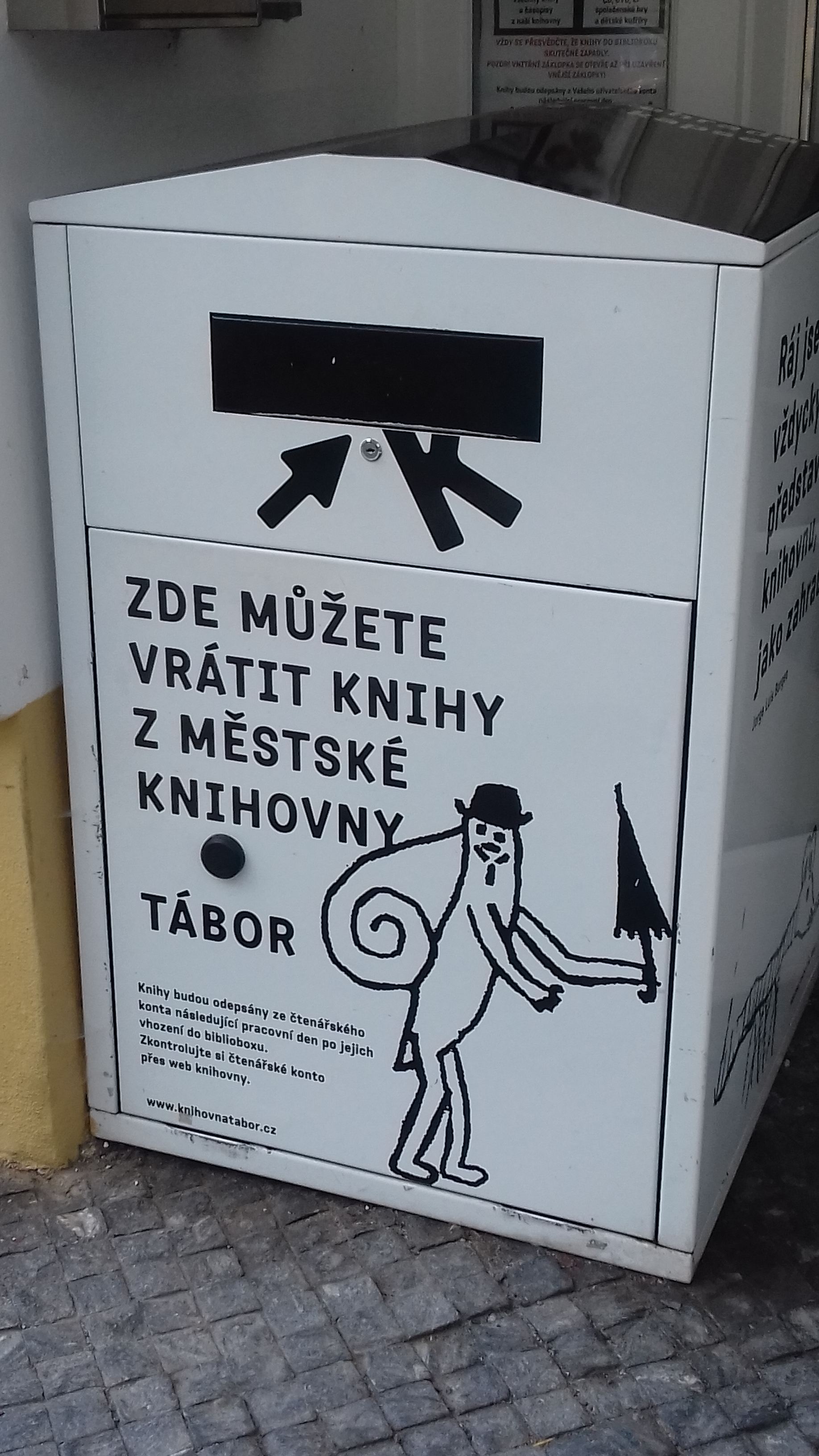
Bibliobox
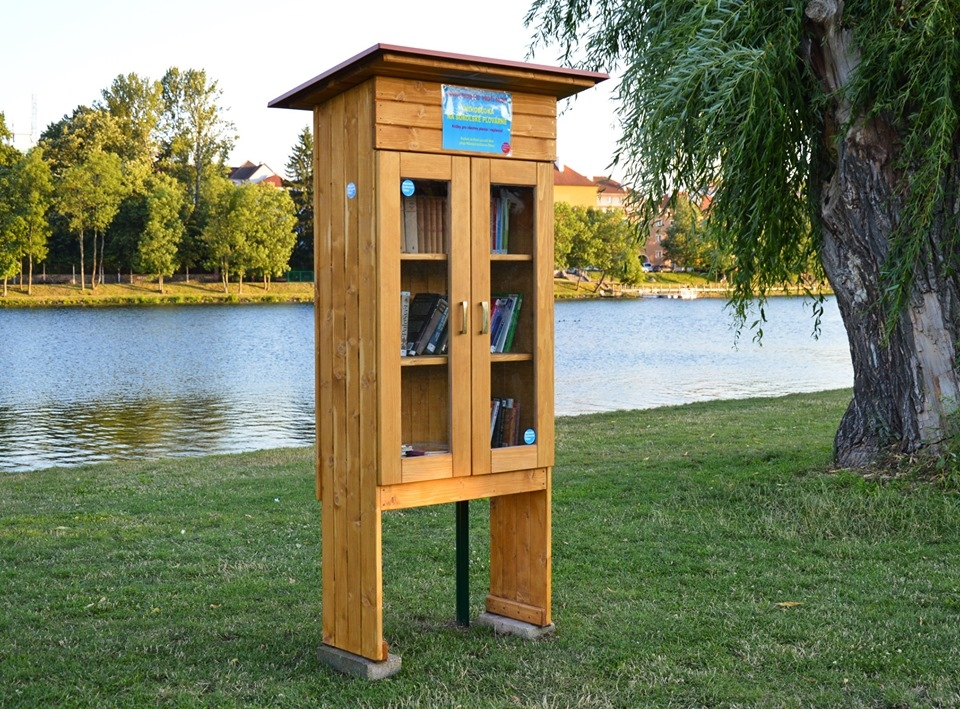
Miniknihovnička na plovárně
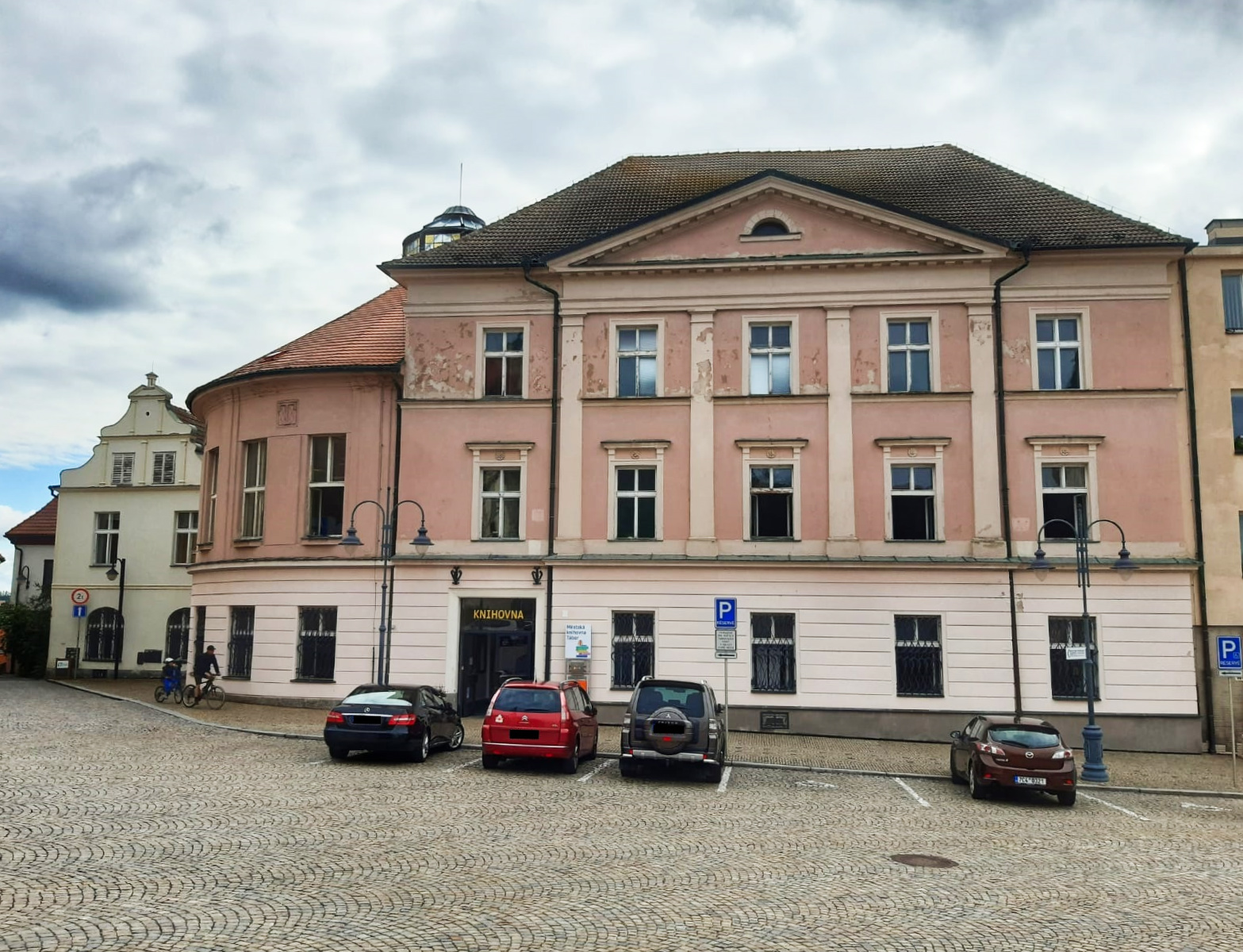
Žižkovo náměstí 10 - dočasné působiště knihovny po dobu rekonstrukce budovy v Jiráskově ulici 1775.
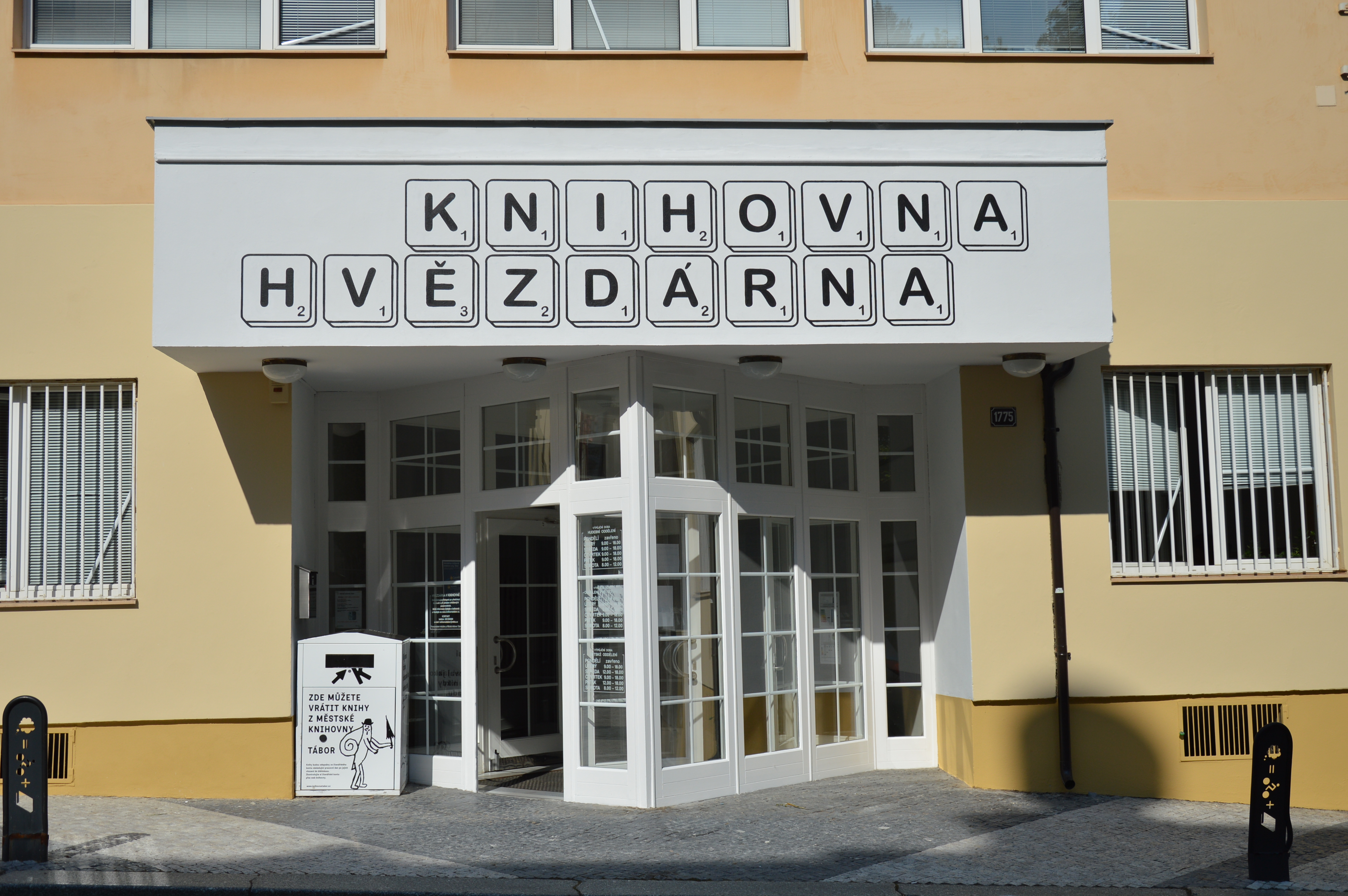
Městská knihovna Tábor - budova v Jiráskově ulici 1775